# Nayarit
Le Nayarit (prononcé en espagnol : /naʝaˈɾit/), officiellement État libre et souverain de Nayarit (Estado Libre y Soberano de Nayarit /esˈtado ˈliβɾe i soβeˈɾano de naʝaˈɾit/), est un État du Mexique situé sur la côte pacifique, à l’ouest du pays. L'État est divisé en 20 municipalités dont Tepic, la capitale, Acaponeta, San Blas, Tecuala, Tuxpan (en), ainsi que l'île de Mexcaltitán.

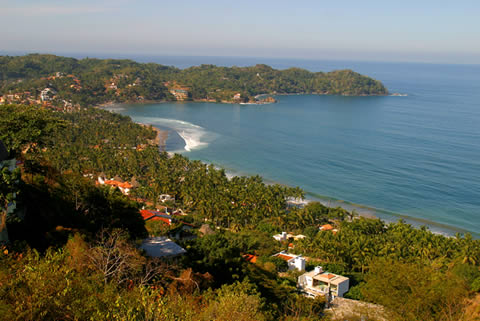
Sayulita sur la côte pacifique de Nayarit, un ancien village de pêcheurs désormais principalement consacré au tourisme, une partie de la zone désormais commercialisée sous le nom de "La Riviera Nayarit

## Géographie
Nayarit couvre une superficie de 26 908 km2. Il est bordé au nord par les États de Sinaloa et de Durango, à l'est par l'État de Zacatecas, au sud par l'État de Jalisco et à l'ouest, sur 289 km, par l'océan Pacifique.

### Climat
La température annuelle moyenne est de 25 °C, les températures minimales sont autour de 10 °C au mois de janvier et les maximales autour de 35 °C durant les mois de mai et juin.

### Flore et faune
Nayarit a une combinaison inhabituelle d'écosystèmes tropicaux et tempérés. On y trouve environ 300 espèces d'orchidées. La faune remarquable comprend des crocodiles, des tortues de mer, des jaguars, des baleines à bosse et 400 espèces d'oiseaux. Le refuge de crocodiles Las Palmas à San Blas gère un programme d'élevage et offre aux visiteurs la possibilité de voir de nombreux grands reptiles dans leur environnement naturel.

## Histoire

### Époque préhispanique
Les traces des premiers peuples de Nayarit ont été datées de la première moitié du IIe millénaire av. J.-C. ; on appelle ces peuples « Concheros » en espagnol parce qu'ils vivaient principalement de l'exploitation des ressources océaniques.
Bien que l'on ne sache pas grand-chose de leur organisation sociale, on pense que ces populations étaient organisées en chefferies locales, où les chamanes auraient occupé une place très importante.
Du IXe au XIIe siècle, d'autres tribus ont migré dans la région, notamment les Tepehuano, les Totorano et les Huichole. Au cours des 300 années suivantes, ils ont été repoussés par des tribus des civilisations de Jalisco. Ces tribus étaient membres de la Confédération Chimalhuacán.

### Origine du nom
Nayarit est le nom qui désigne, en langue cora, le groupe ethnique éponyme et originaire de la région. Il signifie « fils de Dieu qui est dans le ciel et le soleil ».

## Politique et administration
Le gouverneur est élu pour un mandat de six ans. La fonction est occupée par Miguel Ángel Navarro Quintero, du Morena, depuis le 19 septembre 2021.

## Culture
L'un des plats typiques de Nayarit s'appelle les cucaraches de camaron (cafards aux crevettes), bien qu'il ne contienne pas d'insectes.

## Économie
L'État de Nayarit fait notamment partie des cinq États mexicains autorisés à produire du Tequila. Cette appellation d'origine concerne les villes de : Ahuacatlan, Amatlan de Canas, Ixtlan del Rio, Jala, Jalisco, San Pedro de Lagunillas, Santa Maria Del Oro et Tepic.